# Universidad Alas Peruanas
La Universidad Alas Peruanas (UAP) fue una universidad privada con sede en la ciudad de Lima, Perú. Fue fundada el 26 de abril de 1996, conformada por miembros de la Fuerza Aérea del Perú. Actualmente, se encuentra en período de cese de actividades debido a que la Superintendencia Nacional de Educación Superior (Sunedu) denegó su licenciamiento.

## Historia
La Universidad Alas Peruanas inició sus labores académicas el 1 de junio de 1996, contando la participación del geógrafo e historiador Javier Pulgar Vidal como presidente de la Comisión Organizadora y Rector Honorario. Inicialmente ofrecía cinco carreras profesionales las cuales se impartían en la sede ubicada en el distrito de Jesús María.
En enero de 2014, la NASA lanzó el satélite UAP SAT-1 desarrollado por profesores y alumnos de esta universidad.
El 24 de diciembre de 2019, la Superintendencia Nacional de Educación Superior (Sunedu) denegó su licenciamiento debido al incumplimiento de diversas condiciones básicas de calidad especificadas en la ley universitaria. Por tal motivo, la universidad deberá cesar sus actividades en un plazo de dos años, contados a partir del siguiente semestre académico. Ese mismo día, la universidad anunció que se fusionará con la Universidad Norbert Wiener con el propósito de no perjudicar al alumnado.
En mayo de 2020, la Sunedu amplió a cinco años (tres años adicionales) el plazo para el cese de las actividades académicas de todas las universidades con licencia denegada, debido a la pandemia de COVID-19. Sin embargo, durante este período dichas casas de estudios no podrán realizar procesos de admisión.

## Áreas académicas

### Pregrado
| Facultades                             | Programas académicos                        |
| -------------------------------------- | ------------------------------------------- |
| Ciencias Agropecuarias                 | Medicina Veterinaria                        |
| Ciencias Empresariales y Educación     | Administración y Negocios Internacionales   |
| Ciencias Empresariales y Educación     | Ciencias Contables y Financieras            |
| Ciencias Empresariales y Educación     | Ciencias del Deporte                        |
| Ciencias Empresariales y Educación     | Ciencias de la Comunicación                 |
| Ciencias Empresariales y Educación     | Educación Inicial                           |
| Ciencias Empresariales y Educación     | Educación Primaria                          |
| Ciencias Empresariales y Educación     | Turismo, Hotelería y Gastronomía            |
| Derecho y Ciencias Políticas           | Derecho                                     |
| Ingeniería y Arquitectura              | Arquitectura                                |
| Ingeniería y Arquitectura              | Ingeniería Ambiental                        |
| Ingeniería y Arquitectura              | Ingeniería Civil                            |
| Ingeniería y Arquitectura              | Ingeniería de Minas                         |
| Ingeniería y Arquitectura              | Ingeniería de Sistemas e Informática        |
| Ingeniería y Arquitectura              | Ingeniería Electrónica y Telecomunicaciones |
| Ingeniería y Arquitectura              | Ingeniería Industrial                       |
| Ingeniería y Arquitectura              | Ingeniería Mecánica                         |
| Medicina Humana y Ciencias de la Salud | Enfermería                                  |
| Medicina Humana y Ciencias de la Salud | Estomatología                               |
| Medicina Humana y Ciencias de la Salud | Farmacia y Bioquímica                       |
| Medicina Humana y Ciencias de la Salud | Medicina Humana                             |
| Medicina Humana y Ciencias de la Salud | Nutrición Humana                            |
| Medicina Humana y Ciencias de la Salud | Obstetricia                                 |
| Medicina Humana y Ciencias de la Salud | Psicología Humana                           |
| Medicina Humana y Ciencias de la Salud | Tecnología Médica                           |

### Posgrado
| Grado      | Programas académicos                                                             |
| ---------- | -------------------------------------------------------------------------------- |
| Maestrías  | Administración y Dirección de Empresas                                           |
| Maestrías  | Derecho Civil                                                                    |
| Maestrías  | Derecho Constitucional y Derechos Humanos                                        |
| Maestrías  | Derecho Notarial y Registral                                                     |
| Maestrías  | Derecho Penal                                                                    |
| Maestrías  | Docencia Universitaria y Gestión Educativa                                       |
| Maestrías  | Educación con mención en Administración y Gerencia Educativa                     |
| Maestrías  | Evaluación y Acreditación en la calidad de la Educación                          |
| Maestrías  | Gestión Ambiental y Desarrollo Sostenible                                        |
| Maestrías  | Gestión de la Construcción y Negocios Inmobiliarios                              |
| Maestrías  | Gestión Pública Regional y Local                                                 |
| Maestrías  | Gestión Pública y Control Gubernamental                                          |
| Maestrías  | Ingeniería Civil con mención en Hidráulica y Ambiental                           |
| Maestrías  | Ingeniería de Sistemas con mención en Administración de Empresas e Instituciones |
| Maestrías  | Ingeniería Industrial                                                            |
| Maestrías  | Minería y Medio Ambiente                                                         |
| Maestrías  | Salud Ocupacional                                                                |
| Maestrías  | Salud Pública con mención en Gerencia de los Servicios de Salud                  |
| Maestrías  | Tributación y Fiscalización Internacional                                        |
| Doctorados | Administración                                                                   |
| Doctorados | Ciencias de Enfermería                                                           |
| Doctorados | Contabilidad                                                                     |
| Doctorados | Derecho                                                                          |
| Doctorados | Educación                                                                        |
| Doctorados | Ingeniería de Sistemas                                                           |
| Doctorados | Obstetricia                                                                      |
| Doctorados | Psicología                                                                       |
| Doctorados | Salud Pública                                                                    |

## Controversias
En abril de 2023 el Ministerio Público intervino las sedes de la UAP, luego de acusar al exrector Joaquín Ramírez de lavado de activos. De hecho, en 2022 las nuevas autoridades de la universidad entregaron evidencias sobre los supuestos desvíos de fondos de la universidad hacia otras empresas relacionadas al partido político Fuerza Popular.
Según la Superintendencia Nacional de Aduanas y de Administración Tributaria, es la décima empresa con mayor deuda tributaria de 2024, con casi 29 millones de soles.